# Liste der Straßen und Plätze in Berlin-Wannsee

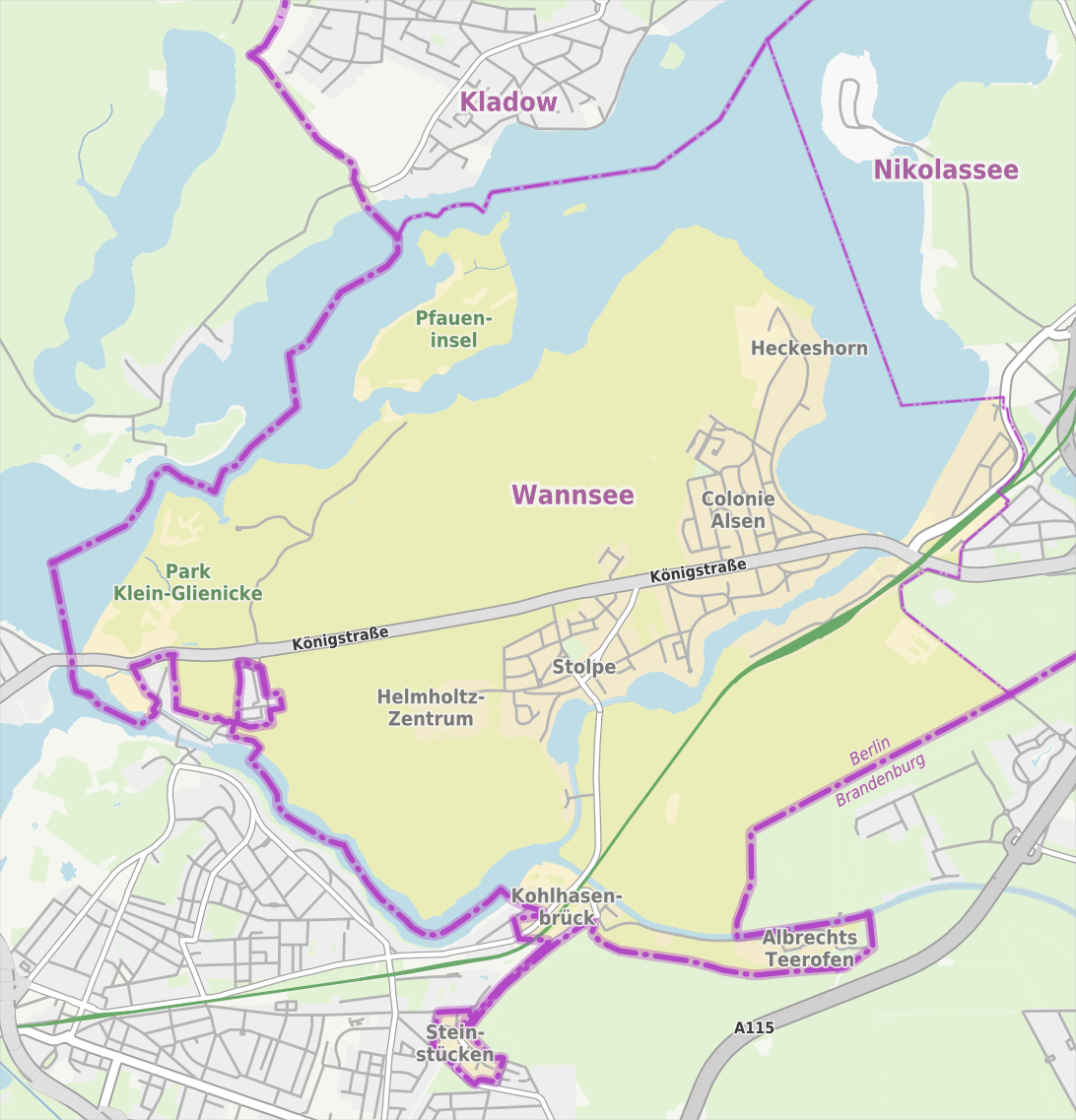
Übersichtskarte von Berlin-Wannsee

Die Liste der Straßen und Plätze in Berlin-Wannsee beschreibt das Straßensystem im Berliner Ortsteil Wannsee mit den entsprechenden historischen Bezügen. Gleichzeitig ist diese Zusammenstellung ein Teil der Listen aller Berliner Straßen und Plätze.

## Überblick
Das öffentliche Straßennetz im gesamten Bezirk Steglitz-Zehlendorf (einschließlich aller sieben Ortsteile) umfasst 635,4 km. Damit verfügt der Bezirk vor dem Bezirk Treptow-Köpenick (628,1 km) und dem Bezirk Pankow (604,7 km) über das größte Straßensystem in der Hauptstadt.
Wannsee hat 10.237 Einwohner (Stand: 31. Dezember 2023) und umfasst den Postleitzahlenbereich 14109. Der Ortsteil Wannsee entstand aus der vormaligen „Villen-Kolonie Alsen“, dem Dorf Stolpe, Kohlhasenbrück und Steinstücken, wodurch das Straßensystem in Wannsee geprägt ist. Im Norden liegt der Berliner Forst um den Schäferberg, im Westen der Volkspark Klein-Glienicke mit dem Glienicker Schloss und das Jagdschloss Glienicke sowie der Düppeler Forst setzen sich südlich der Seenkette des Kleinen Wannsees zum Griebnitzsee fort. Im Osten liegt der Große Wannsee und die Grenze zu Nikolassee liegt an der Bahnlinie.
Die Ortslage Steinstücken war bis 1972 durch die Situation als Berliner Exklave auf DDR-Territorium geprägt. Im Ergebnis eines Gebietsaustauschs wurde die Bernhard-Beyer-Straße als Zugang ermöglicht, heute liegen Straßen für Steinstücker Siedlungshäuser auf Potsdamer Gebiet.
Im Ortsteil Wannsee liegen 98 gewidmete Straßen und drei benannte Plätze. Die wichtigste Hauptstraße ist im Zuge der Bundesstraße 1 die Potsdamer Chaussee / Königstraße, auf ihr wird der Ost-West-Verkehr zwischen Potsdam und dem Berliner Südwesten geführt, die Ausflugsziele im Berliner Forst sind von Zehlendorf her erreichbar. Von der B 1 besteht am Autobahnkreuz Zehlendorf der Zugang zur A 115 (AVUS). Von den Straßen liegen zehn teilweise außerhalb des Ortsteils in Nikolassee und Griebnitzsee. Die Gesamtlänge der (in der Liste aufgeführten) Bundes-, Stadt- und Siedlungsstraßen im Ortsteil beträgt 56,0 km.

## Übersicht der Straßen und Plätze
Die nachfolgende Tabelle gibt eine Übersicht über die vorhandenen Straßen und Plätze im Ortsteil sowie einige dazugehörige Informationen.
- Name/Lage: aktuelle Bezeichnung der Straße oder des Platzes. Über den Link Lage kann die Straße oder der Platz auf verschiedenen Kartendiensten angezeigt werden. Die Geoposition gibt die Lage der ungefähren Mitte der Straßenlänge an.
- Im amtlichen Straßenverzeichnis nicht aufgeführte Verkehrswege sind mit * gekennzeichnet.
- Ehemalige oder nicht mehr gültige Straßennamen sind kursiv gesetzt. Für bedeutende ehemalige Straßen oder historische Straßennamen ist gegebenenfalls eine gesonderte Liste vorhanden.
- Länge/Maße in Metern:
Die in der Übersicht enthaltenen Längenangaben sind  gerundete Übersichtswerte, die in Google Earth mit dem dortigen Maßstab ermittelt wurden. Sie dienen Vergleichszwecken und werden, sofern amtliche Werte bekannt sind, ausgetauscht und gesondert gekennzeichnet.
Bei Plätzen sind die Maße in der Form a × b für rechteckige Anlagen und für (ungefähr) dreieckige Anlagen als a × b × c mit a als längster Seite angegeben.
Sofern die Straße auch in benachbarte Ortsteile weiterführt, gibt der Zusatz ‚im Ortsteil‘ an, wie lang der Straßenabschnitt innerhalb des Ortsteils dieses Artikels ist.
- Namensherkunft: Ursprung oder Bezug des Namens.
- Anmerkungen: weitere Informationen über anliegende Baudenkmale oder Institutionen, die Geschichte der Straße und historische Bezeichnungen.
- Bild: Foto der Straße oder eines anliegenden Objektes.

| Name/Lage                      | Länge/Maße (in Metern)     | Namensherkunft | Datum der Benennung | Anmerkungen | Bild |
| ------------------------------ | -------------------------- | --- | ------------------- | --- | --- |
| Albrechts Teerofen (Lage)      | 0470 + 740                 | 1750 errichteter Pechofen | um 1850             | Die Straße führt zu einer kleinen, am Stadtrand abgeschiedenen Wohnsiedlung am Teltowkanal in Kohlhasenbrück. Seit dem 15./16. Jahrhundert betrieb die hier ansässige Teerbrennerfamilie Albrecht eine Anlage zur Herstellung von Holzteer und Holzessig durch Verschwelen von harzhaltigem Holz. Straße und Siedlung liegen am Stadtrand zu Stahnsdorf und Kleinmachnow. Die Zufahrt mit dem Auto ist vom Kremnitzufer erreichbar. Für Fußgänger ist ein Zugang über die ehemalige Autobahnbrücke der stillgelegten Trasse der A 115 aus dem Forst Düppel und dem Teltowkanalweg möglich. | Albrechts Teerofen Lokschuppen · Albrechts Teerofen Raststätte Dreilinden · Berlin-Wannsee Albrechts Teerofen                                                 |
| Alsenstraße (Lage)             | 0680                       | Alsen, dänische Insel im Kleinen Belt | 1888                | Die Straße liegt zwischen Chausseestraße und Am Kleinen Wannsee. Der Straßenname wurde 1888 von Wilhelm Conrad in den 1883 aufgestellten „Situations-Plan der Villen-Kolonie Alsen“ (siehe dazu auch → hier) unter Bezug auf den entscheidenden Vorstoß im Deutsch-Dänischen Krieg eingetragen. Diese Verbindungsstraße zwischen dem Dorf Stolpe und der Villenkolonie Alsen wurde mit Gemeindebeschluss vom 4. November 1894 schuldenfrei und unentgeltlich der Gemeinde als Straßenland überlassen. | Alsenstraße · Berlin-Wannsee Alsenstraße Tennisplatz |
| Am Birkenhügel (Lage)          | 0230                       | Birken bestandene Bodenerhebung (Name wohl symbolisch) | 27. Juni 1925       | Die Straße liegt zwischen Ulrici- und Schäferstraße. | Berlin-Wannsee Am Birkenhügel |
| Am Böttcherberg (Lage)         | 0140 (im Ortsteil)         | Böttcherberg, westlich der Straße im Berliner Forst Düppel | vor 1930            | Die Straße mit den Grundstücken 16 (gerade) und 17 (ungerade) liegt im Ortsteil von Am Waldrand (südlich der Königstraße) zur Stadtgrenze zu Potsdam-Klein Glienicke. 1961 bis 1990 lagen hier die Grenzanlagen im Bereich der Berliner Mauer, wobei bis 1972 im Gebiet Exklaven des Bezirks Zehlendorf lagen. Im weiteren Verlauf von 420 Metern liegt die Stadtgrenze an der Außenseite der Straße (das Straßenland also in Potsdam) und nur der westlicher anliegende Böttcherberg mit dem Waldgrundstück selbst gehört zu Wannsee. Die Straße schließt im Süden an die Wannseestraße an, die in Potsdam liegt. 1930 ist die Straße mit dem bebauten Grundstück 16 und einem Park zwischen Königstraße und Gemarkung Neubabelsberg verzeichnet. | Loggia Alexandra · Berlin-Wannsee Am Böttcherberg |
| Am Großen Wannsee (Lage)       | 2080                       | am Großen Wannsee gelegen | 8. Apr. 1933        | Die ruhige Straße mit Wassergrundstücken am Westufer des Großen Wannsee ist von Königstraße nach Zum Heckeshorn eine Einbahnstraße, ab dort weiter als Sackgasse zur ehemaligen Lungenklinik Heckeshorn. Der Straßenname war 1888 auf dem 1883 aufgestellten „Situations-Plan der Villen-Kolonie Alsen“ als Große Seestraße eingetragen worden. Nach 1899 wurde die Große Seestraße zur Königstraße verlängert und gegenüberliegend von der Kleinen Seestraße fortgesetzt und ersetzte damit einen Teil der Ringstraße in der Villenkolonie. Die Straße hat im Süden den Anschluss an die Königstraße. Am See haben mehrere Yacht- und Segelclubs ihr Domizil. An der Straße liegt die Villa Thiede mit dem Kunstsalon der „Berliner Secession“ und die Liebermann-Villa sowie das Haus der Wannsee-Konferenz. Über den Bootsanliegeplätzen am Wannseeufer steht eine Kopie des Idstedt-Löwen. | Berlin-Wannsee Am Großen Wannsee Villa Herz · Haus Am Wannsee · Liebermann-Villa · Berlin-Wannsee Am Großen Wannsee VSAW                                      |
| Am Heidesaum (Lage)            | 0140                       | einem Heidestück anliegend, mittlerweile Hochwald | 11. Mai 1938        | Die Straße liegt nördlich der Königstraße als Querstraße am Ende der Kornaue. Sie erschließt nach beiden Seiten als Sackgasse die Grundstücke Am Heidesaum 1–13 (ungerade) und 2–8 (gerade). Nach Bebauungsplan wurde sie als Straße C trassiert. | Berlin-Wannsee Am Heidesaum |
| Am kleinen Anger (Lage)        | 0300                       | Anger der Siedlung | 28. Nov. 2008       | Die Straße erschließt Siedlungshäuser zwischen Don-Bosco-Steig und Max-Liebermann-Allee nordöstlich vom Neuen Friedhof Wannsee. Die Straße hat ein erweitertes Mittelstück – wie einen Anger –, die Grundstücke 5–19 (ungerade) liegen zum Berliner Forst (Forstdienstacker) und die geraden 2–30 gegenüber, wobei die Häuser über 20 an einem querliegenden Straßenabschnitt zwischen Wald und Max-Liebermann-Allee liegen, deren Nordseite mit Eigenheimen der 2010er Jahre bebaut ist. | Berlin-Wannsee Am Kleinen Anger |
| Am Kleinen Wannsee (Lage)      | 1620                       | am Kleinen Wannsee gelegen | 8. Apr. 1933        | Die ruhige Wohnstraße in ausgezeichneter Wohnlage zwischen Königstraße/Am Großen Wannsee und Hohenzollernstraße hieß seit 1888 Kleine Seestraße. Bereits Anfang der 1790er Jahre wurde ein Verbindungsweg nach Zehlendorf und ein verlängerter Fußweg zu den Gewässern angelegt. Der Straßenname wurde 1888 von Wilhelm Conrad in den 1883 aufgestellten „Situations-Plan der Villen-Kolonie Alsen“ eingetragen. Im Jahr 1894 wurde die Straße als Gemeindeland von der Gemeinde übernommen. Nach 1899 wurde die Kleine Seestraße zur Königstraße verlängert und ersetzte damit einen Teil der Ringstraße. Die Häuser am Südrand der Straße haben direkten Wasserzugang. Hier liegt die Immanuel-Klinik. | Siemens-Villa · Berlin-Wannsee Am Kleinen Wannsee 14 BFV · Berlin-Wannsee Am Kleinen Wannsee · Berlin-Wannsee Am Kleinen Wannsee Siemensvilla                 |
| Am Landeplatz (Lage)           | 0100                       | nach dem Hubschrauberlandeplatz der US-Amerikaner | nach 1995           | Die Straße in Steinstücken führt ostwärts der Teltower Straße zur Bahnlinie, Grundstücke sind keine zugeordnet. Die Benennung der Straße entstammt der Zeit zwischen 1961 und 1972 als der Zugang zur Exklave Steinstücken lediglich per Hubschrauber möglich war. Nach der Wende wurde der Hubschrauberlandeplatz zum Kinderspielplatz. Die Straße ist für Autos durch eine Eiche versperrt, die Einfamilienhäuser an der Straße sind nur zu Fuß erreichbar. Der Fußweg endet an einem Spielplatz an der Bahn, wo das Denkmal an den einstigen Landeplatz steht. | Berlin-Wannsee Am Landeplatz · Berlin-Wannsee Am Landeplatz                                                                                                   |
| Am Löwentor (Lage)             | 0290                       | Idstedt-Löwe | nach 2005           | Die Straße ist die Zufahrt zur nach 2005 erbauten Eigenheimsiedlung und geht von der Straße zum Löwen nach Nordwest, sie setzt die Koblanckstraße fort. | Berlin-Wannsee Am Löwentor · Berlin-Wannsee Am Löwentor |
| Am Sandwerder (Lage)           | 0810                       | Sandwerder, früherer Name der Insel Schwanenwerder | 8. Apr. 1933        | Namensgebend ist die bis 1901 als Cladower Sandwerder bezeichnete Insel, die zu jener Zeit zum Amt Spandau gehörte. Die Straße wurde um 1894 von der Heimstätten AG angelegt und nach Friedrich Karl Nikolaus, Prinz von Preußen (1828–1885) als Prinz-Friedrich-Karl-Straße benannt, später wurde daraus Friedrich-Karl-Straße. Die Straße liegt zwischen Kronprinzessinnen- und Tillmannsweg auf der Ostseite des Großen Wannsees, die westlichen Grundstücke reichen bis an den See, sie liegt in gefragter Wohnlage mit Villen an der Seite zum Großen Wannsee mit direktem Wasserzugang. Am Sandwerder 5 befindet sich in einer Gründerzeitvilla das Literarische Colloquium Berlin. Auf der Straße liegt ein Teilstück des Havelseenwegs, der hier Teil des Europawanderwegs E 11 ist. | Villa Wild · Am Sandwerder 17–19 American Academy · Am Sandwerder 11–15 · Am Sandwerder 39                                                                    |
| Am Waldrand (Lage)             | 0120 (im Ortsteil)         | Lage am Waldrand des Forsts Düppel | 31. März 1947       | Die Zuführung von der Königstraße liegt in Wannsee, im Weiteren liegt die Straße ab Roedenbecksteig einschließlich der westlichen Grundstücke in Klein-Glienicke (Potsdam). Die östlichen Grundstücke 16–20a sowie 28–32 (gerade) gehören zu Wannsee. Die Straße endet im Süden an der Potsdamer Wannseestraße, jedoch der folgende Forst Düppel gehört wiederum zu Wannsee. Der überwiegende Teil gehört zum Potsdamer Ortsteil Babelsberg, der wie ein Brückenkopf nach Zehlendorf hineinreicht. Durch den Bau der Mauer 1961 war die Straße bis 1989 geteilt und in unmittelbarer Nähe der Straße lag die DDR-Befestigungsanlage der Grenze zwischen West-Berlin und der DDR. Um 1900 wurde die nach Friedrich Sigismund, Prinz von Hohenzollern (1891–1927) benannte Friedrich-Sigismund-Straße hier angelegt. | Berlin-Wannsee Am Waldrand |
| Am Wildgatter (Lage)           | 0400                       | Wildgatter, eingezäunte Fläche für Wild | 27. Juni 1925       | Die Straße 1 wurde zwischen 1908 und 1909 von den Anliegern und Eigentümern angelegt. Sie liegt zwischen Frieden- und Martin-Heydert-Straße. Im Adressbuch 1930 ist sie als unbebaut zwischen Frieden- und Stimmingstraße aufgeführt. | Berlin-Wannsee Am Wildgatter |
| An der Obstwiese (Lage)        | 0210                       | vorher hier betriebener Obstbau | 28. Nov. 2008       | Diese mit dem Bau der hier liegenden Eigenheime angelegte Privatstraße liegt von der Max-Liebermann-Allee ostwärts im rechten Winkel zum Löwensee verlaufend. Ab 2014 entstanden hier zwei Holzbauten („Plus-Energie-Häuser“) durch Graft Gesellschaft von Architekten. | Wannsee An der Obstwiese GRAFT |
| Arnold-Knoblauch-Ring (Lage)   | 0460                       | Arnold Knoblauch (1879–1963), Architekt | 15. Aug. 1968       | Nach Bebauungsplan sind hier Straße 632 und Straße 633 trassiert, die um 1928/29 auf Kosten der Anlieger durch die Gemeinde errichtet wurden. Sie liegt im Süd-nach-Ost-Bogen zwischen der Glienicker Straße und dem Stölpchenweg. | Berlin-Wannsee Arnold-Knoblauch-Ring |
| Bäkestraße (Lage)              | 0300                       | Bäke, der Fluss der im Teltowkanal aufging | um 1919             | Die Straße liegt in der Ortslage Kohlhasenbrück zwischen Neue Kreisstraße und Königsweg. Die Straße wurde zwischen 1918 und 1919 von der Reichsbahn angelegt (Kolonie Eisenbahn). 1922 ist sie zwischen Königsweg und Berlin-Wetzlarer-Eisenbahn mit neun bebauten und unbebauten Grundstücken angegeben. | Berlin-Wannsee Bäkestraße |
| Bergstraße (Lage)              | 0470                       | die hiergelegene „Schweiz“ sind Aufschüttungen aus ehemaligen Lehmgruben | 1888                | Im „Situations-Plan der Villen-Kolonie Alsen“, 1883 von Wilhelm Conrad aufgestellt, verläuft die Straße von der Straße zum Löwen über die heutige Hermannstraße zur Straße zum Löwen zurück. Sie wurde 1888 angelegt. Die Straße liegt heute zwischen Straße zum Löwen und Lindenstraße. | Berlin-Wannsee Bergstraße 6 · Berlin-Wannsee Bergstraße |
| Bergstücker Straße (Lage)      | 0170                       | Bergstücken, Kolonie im nahegelegenen Nowawes (heute Babelsberg) | 13. Juni 1936       | Die Straße 509a des Bebauungsplans wurde um 1890 vom Dorf Stolpe als Verbindungsweg vom Dorfplatz zur Wasserverbindung zwischen Pohle- und Stölpchensee angelegt. Die Straße geht von der Chausseestraße nach Südost ab. | Berlin-Wannsee Bergstücker Straße |
| Bernhard-Beyer-Straße (Lage)   | 1200                       | Bernhard Beyer (19. Jahrhundert), Kommunalpolitiker | vor 1922            | Die Straße entstand im Ergebnis des Exklavenaustauschs von 1972 als Verbindung von Kohlhasenbrück und der ehemaligen Exklave Steinstücken. Nur die Straße zwischen ihren Rändern gehört zu Wannsee, die nebenliegenden Flächen der Parforceheide (östlich) und das westliche Institutsgelände auf der Gemarkung Griebnitzsee hingegen zu Potsdam-Babelsberg. Der namensgebende Beyer war Schöffe in Kohlhasenbrück und stellvertretender Amtsvorsteher in Wannsee und machte sich durch das Anlegen neuer Straßen verdient. Die Straße im regionalen Straßensystem Berlins (RBS) liegt zwischen Königsweg und Steinstraße in Potsdam. Die Straße wurde zwischen 1917 und 1920 durch Bernhard Beyer angelegt und von der Gemeinde weiter ausgebaut. Im Adressbuch von 1922 ist die Straße für Steinstücken zwischen Gutsbezirk Potsdamer Forst, Jagdschloss Sternstraße und Berlin-Wetzlarer-Eisenbahn mit acht bebauten und sechs unbebauten Grundstücken notiert. | Berlin-Wannsee Bernhard-Beyer-Straße · Berlin-Wannsee Bernhard-Beyer-Straße · Berlin-Wannsee Bernhard-Beyer-Straße Mendelsohn-Stiftung                        |
| Bismarckstraße (Lage)          | 1370                       | Otto von Bismarck (1815–1898), Politiker, Reichskanzler des Deutschen Reiches | 1904                | Die Straße geht von der Königstraße ab und verläuft zwischen der Bahnlinie und dem Kleinen Wannsee nach Südwest. Sie wurde von 1889 bis 1980 von der Eisenbahn als Industriestraße genutzt. 1904 erwarb Prinz Friedrich Leopold das Südufer des Kleinen Wannsees und ließ dort die Bismarckstraße anlegen. Zur Straße gehören die Grundstücke 1–69 (ungerade) und 2–72 (gerade), von denen im Jahr 1922 36 mit Einfamilienhäusern, 18 als Gärten, eines mit Tennisplatz und zwei mit Ruderheimen benannt waren, die weiteren aber noch als unbebaut. Der Schauspieler Heinrich George wohnte in der Nr. 34. | Bismarckstraße zum Kleistgrab · Berlin-Wannsee Bismarckstraße 67 · Berlin-Wannsee Bismarckstraße                                                              |
| Braschzeile (Lage)             | 0480                       | Georg Brasch (1870–1933), Mediziner, Kommunalpolitiker, Gemeindevorsteher von Wannsee | 23. Jan. 1957       | Die Straße 35 des Bebauungsplans wurde 1894 angelegt. Sie liegt zwischen Sauerbruch- und Lindenstraße. | Berlin-Wannsee Braschzeile |
| Charlottenstraße (Lage)        | 0200                       | Sophie Charlotte (1668–1705), Königin in Preußen | um 1896             | Sie liegt zwischen Alsen- und Chausseestraße. Die Straße wurde um 1890 von der Gemeinde und den Anliegern als Verbindungsweg angelegt und 1906 als Straße ausgebaut und befestigt. | Berlin-Wannsee Charlottenstraße |
| Chausseestraße (Lage)          | 0810                       | Chaussee, ausgebaute Landstraße | um 1906             | Die Straße wurde ab 1906 als direkte Verbindungsstraße zur Berlin-Potsdamer Chaussee angelegt. Sie liegt zwischen Kohlhasenbrücker Straße (Wilhelmplatz) und Königstraße. | Kassenhäuschen zum Sportplatz · Berlin-Wannsee Chausseestraße 4                                                                                               |
| Colomierstraße (Lage)          | 0090                       | Louis von Colomier (1809–1886), preußischer General | vor 1922            | Die Straße wurde zwischen 1880 und 1882 vom Geheimen Kommerzienrat Conrad für die „Colonie Alsen“ angelegt. Die Straße geht ostwärts von Am Großen Wannsee zum See ab. An der Südseite der kurzen Stichstraße liegt die Liebermann-Villa. Das Havelufer ist nur über die Liebermann-Villa zugänglich. An der Nordseite steht das ehemalige Wohnhaus der Familie Langenscheidt. Colomier soll für die neugegründete Villenkolonie den Namen Alsen vorgeschlagen haben, der Koloniegründer Wilhelm Conrad hat sie 1872 so benannt. Conrad war Colomiers Schwager. Im Deutsch-Dänischen Krieg setzten die preußischen Truppen am 29. Juni 1864 bei Arnkiel auf die Insel Alsen über und führten die endgültige Entscheidung herbei. | Berlin-Wannsee Colomierstraße · Max Liebermann, Colomierstrasse in Wannsee, 1922                                                                              |
| Conradstraße (Lage)            | 0530                       | Wilhelm Conrad (1822–1899), Bankier, Grundbesitzer | nach 1899           | Die Straße war vor der Benennung der nördliche Teil der Ringstraße und wurde nach Conrads Tod benannt. Der Straßenname wurde 1888 von Wilhelm Conrad in den „Situations-Plan der Villen-Kolonie Alsen“, der 1883 aufgestellt worden war, eingetragen. Nach 1899 erhielt der nördliche Teil der Ringstraße den Namen Conradstraße, der west-südliche den Namen Kleine Seestraße und der ost-südliche den Namen Große Seestraße. Die letzteren wurden 1933 noch umbenannt. Die Conradstraße liegt zwischen Am Kleinen Wannsee und Am Großen Wannsee. | Berlin-Wannsee Conradstraße · Berlin-Wannsee Conradstraße Süd                                                                                                 |
| Damsdorfer Weg (Lage)          | 0250                       | Damsdorf, wüst gewordenes Dorf in der Nähe von Albrechts Teerofen. | 22. Nov. 1966       | Die Straße geht nach Norden vom Sommerfieldring ab und in einen Waldweg des kleinen Waldstücks zur Königstraße im Düppeler Forst über. Sie wurde 1910 von den Eigentümern angelegt und ist als Straße 587 des Bebauungsplans südlich der Königstraße trassiert. Die Benennung erfolgte im Rahmen der Umgestaltung im Siedlungsgebiet um den Sommerfieldring, der vorher als Ostabschnitt der Ulricistraße ausgewiesen war. | Berlin-Wannsee Damsdorfer Weg |
| Don-Bosco-Steig (Lage)         | 0260                       | Johannes Bosco, Don Bosco (1815–1888), italienischer Priester und Ordensgründer | 31. Okt. 1980       | Die amtlich gewidmete, nicht öffentliche Straße wurde beim Bau des Don-Bosco-Heims und des Neuen Friedhofs angelegt. Mit den Grundstücken 2–6 und 14 (gerade) geht sie nach Nordwest vom unbenannten dreieckigen Platz an Berg-/ Lindenstraße als Sackgasse ab und am Nordrand des Neuen Friedhofs entlang. | Berlin-Wannsee Don-Bosco-Steig |
| Dorotheenstraße (Lage)         | 0100                       | Dorothea Sophie (1636–1689), Kurfürstin von Brandenburg | vor 1922            | Die Straße liegt in der Ortslage Kohlhasenbrück zwischen Königsweg und Kätchenweg hier als Sackgasse weiter. 1905/1906 wurde eine zusätzliche Verbindungsstraße vom Teltowkanal zum Ort angelegt, dabei entstanden eine Wohnsiedlung und Werksanlagen. | Berlin-Wannsee Dorotheenstraße |
| Emil-Fischer-Straße (Lage)     | 0130                       | Emil Fischer (1852–1919), Chemiker | um 1902             | Die Straße ließ der Geheime Kommerzienrat Conrad 1898/1899 in seiner Villenkolonie Alsen anlegen. Sie liegt zwischen Straße zum Löwen und Endestraße. | Berlin-Wannsee Emil-Fischer-Straße |
| Endestraße (Lage)              | 0450                       | Hermann Ende (1829–1907), Architekt und Hochschullehrer | um 1908             | Die Endestraße liegt zwischen König- und Bergstraße. Sie wurde nach 1900 durch den Geheimen Kommerzienrat Conrad angelegt. Am 15. März 1966 wurde die Straße 631, die Verlängerung der Endestraße zur Bergstraße, einbezogen. | Berlin-Wannsee Endestraße |
| Fintelmannstraße (Lage)        | 0220                       | Karl Julius Theodor Fintelmann (1807–1868), evangelischer Theologe, erster Pfarrer an der Kirche St. Peter und Paul auf Nikolskoë | 13. Juli 1934       | Die Straße 3 nach Bebauungsplan wurde um 1908 von der Wilhelm-Gesellschaft Wannsee angelegt. Sie liegt zwischen Am Birkenhügel und Martin-Heydert-Straße. | Berlin-Wannsee Fintelmannstraße |
| Friedenstraße (Lage)           | 0350                       | der Alte Friedhof Wannsee liegt an der Straße | um 1906             | Die Straße im Siedlungsgebiet südlich der Königstraße wurde bereits um 1790 als Kirchhofstraße angelegt und wie in anderen Berliner Ortsteilen beschönigend umbenannt, im Sinne von Frieden als „letzte Ruhe finden“. Die Straße liegt zwischen Schäfer- und Königstraße. | Berlin-Wannsee Friedenstraße |
| Glienicker Straße (Lage)       | 0820                       | Richtung Glienicke führend, Sommerresidenz (Jagdschloss Glienicke) des Prinzen Karl von Preußen | um 1897             | Die Wohnstraße mit Ein- und Zweifamilienhäusern liegt zwischen der Kohlhasenbrücker Straße und der Absperrung am Gelände des Helmholtz-Zentrums. Im weiteren Verlauf folgt der Golfplatz und die Wannseestraße. Im Forst Düppel nimmt sie als Waldweg den Straßenzug nach Klein Glienicke auf. Die Straße zu dieser exklusiven Wohnlage am Stölpchensee wurde zwischen 1890 und 1895 angelegt und gepflastert. Eine Verlängerung als Unternehmerstraße erfolgte ab etwa 1909. Für 1961 ist noch eine lediglich im Institutsbereich gesperrte durchgängige Straße bis Am Waldrand angegeben, wo sie dann in die Wannseestraße übergeht. | Berlin-Wannsee Glienicker Straße · Glienicker Straße Kirche am Stölpchensee                                                                                   |
| Golfweg (Lage)                 | 0130 + 750                 | Weg zum anliegenden Golfplatz | 25. Aug. 1939       | Die Straße geht westwärts von der Friedenstraße parallel zur Königstraße ab. Es ist der Verbindungsweg vom ehemaligen Dorf Stolpe zum Golfplatz, der Anfang der 1920er Jahre gegenüber dem Schäferberg im Berliner Forst angelegt wurde, seit 1924 ist dort der „Golf- und Land-Club Wannsee“ zuständig. | Berlin-Wannsee Golfweg |
| Grassoweg (Lage)               | 0210                       | Walter Grasso (1871–1946), Förster, war von 1909 bis 1936 als Forstdirektor tätig und für die Berliner Gutsforsten Lanke und Wuhlheide zuständig. Aufgrund seiner ablehnenden Haltung gegenüber dem Nationalsozialismus wurde er vorzeitig in den Ruhestand versetzt. 1945 übernahm er die Leitung der Berliner Forsten, ehe er tödlich verunglückte. | 12. Okt. 1957       | Der heutige Grassoweg war ursprünglich ein Teil der um 1890 erbauten Moltkestraße (heute im Norden Hugo-Vogel-Straße, im Süden Wickenhagenweg), der 1957 als Grassoweg neu gewidmet und im Süden zur Petzower Straße verschwenkt wurde. Im Norden ist er für den Autoverkehr eine Sackgasse, danach geht er in einen namenlosen Fuß- und Radweg über, der gegenüber der Hugo-Vogel-Straße die Königstraße erreicht. | Berlin-Wannsee Grassoweg |
| Grüner Weg (Lage)              | 0230                       | Weg durch (grüne) Wiesen | um 1800             | Dieser schon im 14. Jahrhundert erwähnte Verbindungsweg war einst ein Wiesenweg im ehemaligen Dorf Stolpe und hat daher seinen Namen in der exklusiven Wohnlage am Pohlesee. Der Weg war bis 1920 ein Sandweg und wurde erst danach gepflastert. Die ruhige Wohnstraße mit Ein- und Zweifamilienhäusern liegt zwischen Stutterich- und Alsenstraße. | Berlin-Wannsee Grüner Weg |
| Gustav-Hartmann-Platz (Lage)   | 0060 × 50                  | Gustav Hartmann (1859–1938), Fuhrunternehmer, Berliner Original | 6. März 2000        | Der vorher unbenannte Vorplatz am Bahnhof Wannsee mit Gebäuden, die zum Bauensemble S-Bahnhof Wannsee gehören, wurde 2000 zur Erinnerung an den Eisernen Gustav benannt. Dessen Wohnhaus lag in der Alsenstraße 11, wo sich jetzt eine Gedenktafel befindet. Am Platz liegt der Kronprinzessinnenweg. | Berlin-Wannsee Gustav-Hartmann-Platz |
| Hahn-Meitner-Platz (Lage)      | 0110 × 60 × 60 (dreieckig) | Otto Hahn (1879–1968), Entdecker der Kernspaltung, Nobelpreisträger (1944) Lise Meitner (1878–1968), österreichisch-schwedische Kernphysikerin | 8. Sep. 2008        | Der Platz liegt am Westende des öffentlichen Teils der Glienicker Straße am Eingang zum Hahn-Meitner-Institut. Es ist der Buswendeplatz der Linie vom Bahnhof Wannsee zum Institut. | Berlin-Wannsee Hahn-Meitner-Platz · Berlin-Wannsee Hahn-Meitner-Platz                                                                                         |
| Heidestraße (Lage)             | 0130                       | hier lag der „Heide-Park“, der Gemeindewald von Stolpe | vor 1910            | Die Trasse war im „Situations-Plan der Villen-Kolonie Alsen“, der 1883 aufgestellt worden war, bereits eingezeichnet. Die Straße liegt zwischen Am Kleinen Wannsee und Petzower Straße. Im Adressbuch von 1910 ist die Heidestraße zwischen dem Gemeindewäldchen an der Potsdamer Straße und der Alsenstraße angegeben, sie kreuzt die Beeren-, Quer- und Blücherstraße und ist bis auf fünf Grundstücke bebaut. | Berlin-Wannsee Heidestraße |
| Hempstücken (Lage)             | 0170                       | Hempstücken, alte Flurbezeichnung | 15. Aug. 1968       | Die Straße liegt südlich der Glienicker Straße im Gebiet zwischen Stölpchensee und Hahn-Meitner-Institut. Sie bildet den Nordostbogen zum Arnold-Knoblauch-Ring im Südwesten und führt von und zu dieser Straße. | Berlin-Wannsee Hempstücken |
| Hermannstraße (Lage)           | 0180                       | Hermann Kretzschmar, Unternehmer und Siedler dieser Straße | vor 1906            | Die Hermannstraße liegt zwischen Berg- und Lindenstraße. Die Straße war vorher Teil des Rings der Bergstraße, deren Name 1888 im „Situations-Plan der Villen-Kolonie Alsen“ eingetragen war, der Plan war 1883 von Wilhelm Conrad aufgestellt worden. | Berlin-Wannsee Hermannstraße |
| Herwarthstraße (Lage)          | 0160                       | Eberhard Herwarth von Bittenfeld (1796–1884), preußischer Generalfeldmarschall | um 1900             | Die Straße liegt zwischen Hugo-Vogel- und Bergstraße, sie wurde um 1889/1899 vom Geheimen Kommerzienrat Conrad auf Kosten der Eigentümer angelegt. | Berlin-Wannsee Herwarthstraße |
| Hohenzollernstraße (Lage)      | 0650                       | Haus Hohenzollern, Dynastie mit mehreren Linien deren eine die Deutschen Kaiser stellte | um 1896             | Die Straße liegt quer zur Königstraße bis zur Straße Am Kleinen Wannsee, über die sie als Sackgasse in Richtung zum Kanal zwischen Pohle- und Kleinem Wannsee weitergeht. Die Trasse war bereits 1883 in Conrads „Situations-Plan der Villen-Kolonie Alsen“ eingezeichnet. Die ruhige Wohnstraße mit Ein- und Zweifamilienhäusern führt durch eine exklusive Wohnlage am Pohlesee. Am südlichen Ende der Straße befindet sich direkt am Ufer die Jugendbildungseinrichtung WannseeFORUM. | Wannseeforum · Berlin-Wannsee Hohenzollernstraße |
| Hugo-Vogel-Straße (Lage)       | 0640                       | Hugo Vogel (1855–1934), Maler, war offizieller Porträtist von Hindenburg und gehörte zu den Siedlern der Villenkolonie Alsen (später Wannsee). | 31. Aug. 1937       | Die Straße wurde um 1890 als Moltkestraße angelegt und nach dem preußischen Generalfeldmarschall Helmuth Karl Bernhard von Moltke (1800–1891) benannt. Sie führte von der Lindenstraße im Norden bis zum Kleinen Wannsee. Der südliche Teil wurde 1930 zum Wickenhagenweg. 1937 wurde die Straße umbenannt, da der alte Name seit der Bildung von Groß-Berlin mehrfach vorkam. Heute (seit mindestens 1949) endet sie im Süden bereits an der Königstraße. Dahinter beginnt ein Fuß- und Radweg entlang der alten Trasse zum Grassoweg. | Berlin-Wannsee Hugo-Vogel-Straße |
| Johannes-Niemeyer-Weg (Lage)   | 0270                       | Johannes Niemeyer (1889–1980), Maler und Architekt, Bruder von Otto Niemeyer-Holstein | 5. Feb. 1990        | Die Straße 651 in Steinstücken wurde um 1920 von den Eigentümern angelegt. Nach dem Fall der Mauer erfolgte 1990 die Benennung in Johannes-Niemeyer-Weg. Die Straße geht nach Osten von der Bernhard-Beyer-Straße als Sackgasse ab und erschließt die Grundstücke 2–24 (gerade) und 5–27 (ungerade), die im Steinstücker Teil östlich der Bahnlinie liegen. Der Namensgeber der Straße bezog 1928 ein Gartengrundstück in Steinstücken und erbaute viele Landhäuser in Zehlendorf, er ist der Bruder von Otto Niemeyer-Holstein. | Berlin-Wannsee Johannes-Niemeyer-Straße |
| Kaiserstraße (Lage)            | 0260                       | Wilhelm I., Deutscher Kaiser, König von Preußen | 1888                | Der Straßenname wurde 1888 (im Todesjahr des Deutschen Kaisers) von Wilhelm Conrad in den „Situations-Plan der Villen-Kolonie Alsen“ eingetragen. Die Straße liegt zwischen Straße zum Löwen und Conradstraße. | Berlin-Wannsee Kaiserstraße |
| Kätchenweg (Lage)              | 0120                       | Kätchen, weiblicher Vorname | um 1906             | Die Straße liegt in der Ortslage Kohlhasenbrück zwischen Machnower Straße, Königs- und Dorotheenweg. Die Straße wurde um 1905/1906 von den Eigentümern und Anliegern promenadenartig als Fußweg angelegt. 1910 erfolgte der Ausbau und die Befestigung. | Berlin-Wannsee Kätchenweg |
| Koblanckstraße (Lage)          | 0160                       | Koblanck (19./20. Jahrhundert), Neffe des Bankiers W. Conrad, der die „Kolonie Alsen“ anlegte | um 1893             | Die Koblanckstraße liegt zwischen Am Großen Wannsee und Zum Heckeshorn / Straße zum Löwen. Die Straße wurde zwischen 1892 und 1893 angelegt und 1894 befestigt. | Bildungs- und Begegnungszentrum Clara Sahlberg · Berlin-Wannsee Koblanckstraße                                                                                |
| Kohlhasenbrücker Straße (Lage) | 1210                       | Kohlhasenbrück, vormals eigenständige Zehlendorfer, seit 1920 Wannseer Ortslage | um 1906             | Die kleine Wohnstraße am Stölpchensee verläuft nach der Alsenbrücke durch den Düppeler Forst zur Siedlung Kohlhasenbrück und weiter nach Neubabelsberg in Potsdam, im Berliner Straßensystem wird sie als regionale Hauptstraße ausgewiesen. Der Verbindungsweg zwischen Kohlhasenbrück und dem alten Dorf Stolpe wurde schon vor 1589 erwähnt. Um 1906/1907 wurde die Straße durch die Gemeinde Wannsee erweitert und befestigt. Der größte Teil der Straße mit den Grundstücken Kohlhasenbrücker Straße 1–59z (ungerade) und 4–40 (gerade), die durch den Forst Düppel führt, ist unbebaut. Kohlhasenbrück, die Kolonie Alsen und der Ort Stolpe wurden zur Gemeinde Wannsee zusammengeführt und 1920 in den Verwaltungsbezirk Zehlendorf von Groß-Berlin eingegliedert. | Berlin-Wannsee Kohlhasenbrücker Straße · Berlin-Wannsee Kohlhasenbrücker Straße                                                                               |
| Königstraße (Lage)             | 5920                       | hier auf den König von Preußen bezogen | nach 1905           | Die Straße verlängert zwischen der Bahnbrücke am S-Bahnhof Wannsee und der Glienicker-Brücke die Potsdamer Chaussee. Sie liegt im Zuge der Bundesstraße 1 und gilt in der gesamten Länge als übergeordnete Hauptstraße im Berliner System. Auf dem Weg zwischen Potsdamer Sommer- und Winterresidenz (in Berlin) nutzte der König vorher den Königsweg und nach dem Ausbau der Chaussee diese, die 1906 in Königstraße umbenannt wurde. Dieser Abschnitt der alten Potsdamer Straße als Verbindungsstraße zwischen den Residenzstädten Berlin und Potsdam ist bereits 1792 angelegt und eine der ältesten befestigten Straße in Preußen. Auf einer Karte von 1905 wurde der Abschnitt noch als Chaussee von Potsdam bezeichnet. Von der Stadtgrenze an der Glienicker Brücke mit dem anliegenden Schlosspark Glienicke führt sie als breite asphaltierte Straße zunächst durch den Düppeler Forst. Ab Otto-Erich-Straße wird es die verkehrsreiche zentrale Straße durch den Ortsteil Wannsee als Wohn- und Geschäftsboulevard. Östlich der Wannseebrücke führt südlich eine Parkanlage zum Kleistgrab, nördlich liegt der Schiffsanleger am Hafen Wannsee. Am Westende kreuzt der „Havelseenweg“, der auch Mauerweg ist, und am Ostende der „Wannseeweg“. Noch 1926 ist der westliche Teil als Berlin-Potsdamer Chaussee ab Königstraße, über Otto-Erich-Straße, Verlängerte Friedenstraße, Forst (Gutsbezirk Klein-Glienicke), Altes Schloss, Glienicker Brücke (zur Provizialchaussee) verzeichnet. | Berlin-Wannsee Königstraße Ortseingang · Seglerheim Königstraße · Rathaus Wannsee · Königstraße Krankenhaus Immanuel Teehaus · Königstraße Loretta am Wannsee |
| Königsweg (Lage)               | 1820 (im Ortsteil)         | von den preußischen Königen benutzter Weg zwischen Berlin (Winterresidenz) und Potsdamer Sommerresidenz | nach 1730           | Die Straße (als verlängerte Bernhard-Beyer-Straße) führt über den Teltowkanal und setzt sich unter diesem Namen als Fuß- und Fahrweg durch den Düppeler Forst, teilweise an der Stadtgrenze und im Verlauf des Berliner Mauerweges gelegen, bis zum Stahnsdorfer Damm mit der Ortsteilsgrenze zu Zehlendorf fort. Im Ortsteil ist ein 310 Meter langer Abschnitt im Berliner Hauptstraßensystem als von regionaler Bedeutung aufgenommen. Die Grundstücke Königsweg 285–315 (ungerade) und 298–340 (gerade) liegen im Ortsteil, die Straße setzt sich nach Osten in Nikolassee und Zehlendorf fort. Sie liegt zwischen der Stadtgrenze in Kohlhasenbrück an Ecke Babelsberger Rudolf-Breitscheid-Straße / Neue Kreisstraße und dem Stahnsdorfer Damm. Ostwärts vom Teltowkanal ist es eine Forststraße, die im östlichen Abschnitt zudem an der Stadtgrenze langführt. Das Westende der Straße führt am Übergang in die Bernhard-Beyer-Straße zur Bahnlinie und endet dort mit dem Eckgrundstück 340 in der Ortslage Kohlhasenbrück. | Berlin-Wannsee Königsweg 316 · Berlin-Wannsee Königsweg Ende                                                                                                  |
| Kornaue (Lage)                 | 0110                       | symbolisch für eine mit Getreide bestellte Aue | 11. Mai 1938        | Die nach Bebauungsplan als „Straße B“ trassierte Straße liegt in einem mit zwei weiteren Straßen bestehenden Wohnviertel, das Mitte der 1930er Jahre von den Eigentümern angelegt wurde. Die Straße liegt zwischen der zuführenden Schuchardtweg und Am Heidesaum. | Berlin-Wannsee Kornaue |
| Kremnitzufer (Lage)            | 1180                       | Ernst Kremnitz (1859–1908), Unternehmer | 26. Juni 1984       | Die Straße liegt zwischen Machnower Straße und Albrechts Teerofen am Südufer des Teltowkanals. Sie wurde zwischen 1906 und 1907 im Zusammenhang mit dem Bau des Teltowkanals angelegt und befestigt und trug als Privatstraße bis 1984 weder eine Nummer noch einen Namen. Es ist der Kfz-Zugang zur Siedlung und dem Campingplatz (Caravanpark) Albrechts Teerofen. Kremnitz war als Unternehmer in führender Position bei der Bauverwaltung des Teltowkanals tätig. An der südlichen Straßenseite schließen sich bis auf das „Landgut Eule“ Wiesen und Wälder an. | Berlin-Wannsee Kremnitzufer · Berlin-Wannsee Kremnitzufer Landgut Eule                                                                                        |
| Kronprinzessinnenweg (Lage)    | 1410 (im Ortsteil)         | Kronprinzessin, hier wohl die zum Zeitpunkt der Benennung aktuelle Prinzessin von Preußen | nach 1882           | Der Kronprinzessinnenweg liegt mit den Grundstücken 3–20 und 250–260 (fortlaufend) zwischen König- und Scabellstraße in Wannsee. Dabei ist die Südseite der Straße zwischen Scabellstraße und dem nördlichen Beginn des Bahnhofs sowie der gesamte nördliche Abschnitt in Nikolassee gelegen. Der älteste Teil der Straße wurde 1882 vom Kreis Teltow als Kreis-Chaussee angelegt. Im Stadtplan Berlins von 1901 war der Kronprinzessinnenweg namentlich parallel zur heutigen Avus als Verlängerung des Königsweges ab Höhe Werkstattstraße (heute Cordesstraße) eingezeichnet, die Trasse änderte sich beispielsweise durch den Bau der Automobilstraße. Ein Abschnitt des Kronprinzessinnenwegs in Wannsee wurde 1956 in Tillmannsweg umbenannt, gleichzeitig wurde die am Bahnhof Wannsee gelegene Bahnhofstraße in den Kronprinzessinnenweg einbezogen. Der Kronprinzessinnenweg verlief dereinst bis Charlottenburg, aber blieb nur in Wannsee und Nikolassee bestehen. | Kronprinzessinnenweg nördlich vom Bahnhof nach Nikolassee zu · Kronprinzessinnenweg Feuerwache · Bahnhof Wannsee                                              |
| Kyllmannstraße (Lage)          | 0440                       | Architekt Walter Kyllmann (1837–1913) | um 1913             | Die Straße wurde um 1900 angelegt, von 1910 bis 1912 erfolgte der Ausbau durch die Eigentümer. Sie liegt zwischen König- und Herwarthstraße. Kyllmann errichtet mehrere Villen und Häuser in den Villenkolonien Berlins, die Benennung der Straße erfolgte in seinem Todesjahr. | Berlin-Wannsee Kyllmannstraße |
| Lange Stücken (Lage)           | 0300                       | hier liegende Flurbezeichnung | 27. Nov. 1966       | Die Straße liegt zwischen Sommerfieldring und Otto-Erich-Straße, über die sie noch als Sackgasse zur Königstraße weiterführt. Zur Königstraße wird die Ausfahrt durch Sperrpfosten verhindert, lediglich ein Fußsteig führt zur Haltestelle durch. Die Straße wurde als Verlängerung des Sommerfieldrings mit diesem angelegt und benannt. Die Benennung erfolgte im Rahmen der Umgestaltung in das hier liegende Siedlungsgebiet des Sommerfieldrings, der vorher als Ostabschnitt der Ulricistraße ausgewiesen war. | Berlin-Wannsee Lange Stücken |
| Lindenstraße (Lage)            | 0300                       | Linde, Laubbaum mit Bedeutung im Volksbrauchtum | um 1896             | Die Lindenstraße wurde zwischen 1880 und 1885 in der „Villen-Kolonie Alsen“ angelegt und um 1896 benannt. Sie liegt zwischen Braschzeile und Straße zum Löwen. Für 1961 ist sie noch ab Neuer Friedhof, nach Südwest verlängert über die Pfaueninselchaussee hinweg, zur Königstraße eingezeichnet. | Berlin-Wannsee Lindenstraße Andreaskirche · Berlin-Wannsee Lindenstraße                                                                                       |
| Machnower Straße (Lage)        | 0110                       | Kleinmachnow, südlicher Nachbarort, Brandenburg | um 1900             | Die kurze Straße mit den Grundstücken 1–4 wurde vor 1900 von den Anwohnern der Siedlung als Verbindungsweg angelegt und nach 1905 durch die Gemeinde ausgebaut. Die Straße in Kohlhasenbrück setzt die Bäkestraße nach Südost fort und liegt zwischen Königsweg und Kremnitzufer, sie führt als Waldfahrweg zur Stadtgrenze. Über die Stadtgrenze hinweg führt ein Weg durch die Potsdamer Parforceheide. Dieses Gebiet an der Stadtgrenze lag 1961–1990 im Bereich der Berliner Mauer. | Berlin-Wannsee Machnower Straße |
| Malergarten (Lage)             | 0140                       | hier wohnte der Berliner Landschaftsmaler Johannes Niemeyer (1889–1980) | 5. Feb. 1990        | Die Straße liegt in der Ortslage Steinstücken und wurde um 1920 von den Eigentümern unter dem Namen Straße 652 angelegt. Sie geht nach Süden vom Johannes-Niemeyer-Weg als Sackgasse ab und zielt ohne Durchgang auf die Steinstraße, wo der Wohnsitz von Niemeyer war. Die Umbenennung von Straße 652 erfolgte auf Wunsch der Bevölkerung mit dem den Namen Malergarten. | Berlin-Wannsee Malergarten |
| Martin-Heydert-Straße (Lage)   | 0560                       | Martin Ludwig Heydert (1656–1728), Gärtner | 1. Apr. 1976        | Vorher Straße 9 des Bebauungsplans wurde sie 1976 nach Heydert, dem Planteur (Obergärtner) im Dienst des Großen Kurfürsten, benannt, der beispielsweise den Glienicker Park und den damaligen Weinberg in Glienicke anlegte. Die Straße liegt in der Siedlung südlich der Königstraße zwischen Am Wildgatter und Glienicker Straße. | Berlin-Wannsee Martin-Heydert-Straße |
| Max-Liebermann-Allee (Lage)    | 0300                       | Max Liebermann (1847–1935), Maler, 1920–1932 Präsident der Akademie der Künste zu Berlin | 28. Nov. 2008       | Liebermann lebte in Wannsee, seine Villa ist heute ein Museum. Die nach ihm benannte Straße liegt nördlich vom Neuen Friedhof in der Siedlung, die in den 2000er Jahren um den Don-Bosco-Steig errichtet wurde. Sie liegt zwischen Don-Bosco-Steig und Am Löwentor. | Berlin-Wannsee Max-Liebermann-Allee |
| Möwenstraße (Lage)             | 0300 (im Ortsteil)         | Möwe, häufige schwimmfähige Seevögel an Berlins Gewässern | 31. Juli 1947       | Die Straße liegt zwischen Königstraße und der Louis-Nathan-Allee (in Potsdam), das Straßenland liegt in Potsdam-Babelsberg, die westliche Straßenseite mit dem Jagdschloss Glienicke im Ortsteil. Nach 1933 wurde die Straße nach dem Juristen und Pädagogen Wilhelm von Türk (1774–1846), der in Glienicke lebte, benannt. Die Umbenennung erfolgte mit der ersten Umbenennungsaktion des Berliner Senats nach dem Zweiten Weltkrieg. | Berlin-Wannsee Möwenstraße |
| Moorlakeweg (Lage)             | 0590                       | Wirtshaus Moorlake, Moorlakeweg Nr. 1 | 1. Juni 1992        | Der Moorlakeweg liegt zwischen dem Nikolskoer Weg und der Ausflugsgaststätte Moorlake am gleichnamigen Landschaftsgebiet Moorlake an der Havel. Die Straße führt durch den Forst und besteht aus der Zufahrt und dem Parkplatz für Wanderer und Restaurantbesucher. | Wirtshaus Moorlake |
| Neue Kreisstraße (Lage)        | 0810                       | neuerbaut im Unterschied zur alten Kreis-Chaussee | vor 1930            | Die neue Kreisstraße verbindet Berlin und Potsdam. Sie liegt in Kohlhasenbrück mit den Grundstücken 1–45 (ungerade) und 2–50 (gerade) zwischen der Stadtgrenze (weiter als Rudolf-Breitscheid-Straße in Potsdam) und 130 Meter über die Böckmannbrücke (Teltowkanal) in Verlängerung der Kohlhasenbrücker Straße. Die Neue Kreisstraße ist als regionale Hauptstraße (RBS-Kategorie III) im Berliner Straßensystem gekennzeichnet. Entsprechend der Stadtrandlage kreuzt hier der „Teltowkanalweg“, einer der 20 grünen Hauptwege Berlins, der gleichzeitig den Mauerweg führt. | Berlin-Wannsee Neue Kreisstraße · Berlin-Wannsee Neue Kreisstraße                                                                                             |
| Nibelungenstraße (Lage)        | 0700 (im Ortsteil)         | Nibelungen, germanische Heldensage | um 1905             | Die Nibelungenstraße liegt zwischen Potsdamer Chaussee und der Nikolasseer Lohengrinstraße, sie gehört mit dem Straßenland und den südöstlichen Grundstücken (1–21 fortlaufend) zu Nikolassee. Der Nordrand liegt im Ortsteil mit dem Grundstück 50 (zum Bahnhof) und der Autoverladung in Wannsee. Der Südrand des Bahnhofsgeländes entlang der Straße bis an die außerhalb liegende KGA Wannsee ist die Ortsteilsgrenze. Die Straße wurde 1904/1905 von der Heimstätten AG von Schlachtensee planend angelegt. | Nibelungenstraße Bahnhofsgebäude |
| Nikolskoer Weg (Lage)          | 2050                       | Blockhaus Nikolskoe (Nikolskoe = dem Nikolai gehörig) | vor 1930            | Die Waldstraße mit mehreren Parkplätzen zwischen Königstraße und Pfaueninsel führt durch den Wald und erschließt drei Ausflugsgaststätten, im Gegensatz zur Pfaueninselchaussee, die nur für BVG-Busse zugelassen ist, ist hier die Zufahrt öffentlich zu mehreren Waldparkplätzen bis zur Pfaueninsel möglich. Das Blockhaus Nikolskoe wurde von Friedrich Wilhelm III. für seine Tochter Charlotte und seinen Schwiegersohn, den späteren Zaren Nikolaus I. erbaut. Der russische Verwalter eröffnete eine (verbotene) Schankwirtschaft, auf deren Tradition die heutige Gaststätte zurückgeht. Der Weg wurde 1875 als Verbindungsweg zwischen der Pfaueninsel, der St.-Peter-und-Paulskirche, dem Forsthaus und den Besitzungen Friedrich Wilhelms III. angelegt. Im Berliner Straßenverzeichnis von 1930 erscheint noch der Name Nikolskoer Chaussee. Der Straße sind die Grundstücke 3–25 (ungerade) und 14–18 (gerade) zugeordnet. Der vorherige Name war Provinzialchaussee Pfaueninsel-Potsdam, diese führte von der Königstraße durch den Forst zur Pfaueninsel-Fähre, der Peter-Paul-Kirche, dem Restaurant Nikolskoj, dem Restaurant Moorlake und an der Fähre Sacrow zur Glienicker Brücke. | St. Peter und Paul · Blockhaus Nikolskoë |
| Otto-Erich-Straße (Lage)       | 0290                       | Otto Erich Hartleben (1864–1905), Dramatiker, Lyriker und Erzähler | vor 1922            | Die Straße liegt zwischen Chaussee- und Königstraße. Im Adressbuch 1922 ist die Straße mit den Grundstücken 1–15 ausgewiesen, davon sind acht bebaut. | Berlin-Wannsee Otto-Erich-Straße |
| Pardemannstraße (Lage)         | 0280                       | Pardemann, alteingesessene Familie im Dorf Stolpe | 27. Juni 1925       | Die Straße 3a des Bebauungsplans wurde 1925 benannt und liegt zwischen Am Birkenhügel und Friedenstraße, im Gebiet südlich der Königstraße. Die Straße ist 1926 als unbebaute Querstraße der Friedenstraße notiert. An der Straße liegt der Alte Friedhof Wannsee. | Berlin-Wannsee Pardemannstraße |
| Petzower Straße (Lage)         | 0470                       | ehemals selbstständiges Dorf Petzow, seit 1929 Ortsteil von Werder, Brandenburg | 13. Juli 1934       | Die Straße wurde 1888 von Wilhelm Conrad in den „Situations-Plan der Villen-Kolonie Alsen“ als Parkstraße eingetragen und verlief bereits (wie heute) von der Kleinen Seestraße (heute: Am Kleinen Wannsee) zur Chaussee nach Potsdam (heute: Königstraße). Der Grund der Umbenennung war wohl die mehrfache Verwendung des Straßennamens im Verwaltungsbezirk und darüber hinaus seit der Bildung von Groß-Berlin in Berlin. | Berlin-Wannsee Petzower Straße |
| Pfaueninselchaussee (Lage)     | 2710                       | Pfaueninsel, Havelinsel mit Schloss | 1925                | Diese Zufahrt zwischen Königstraße und Fährstation Pfaueninsel ist als Forststraße ausgewiesen und den Bussen der BVG vorbehalten, sie ist für den sonstigen Autoverkehr verboten. Sie war vorher Teil der Provinzialchaussee Pfaueninsel-Potsdam, diese führte von der Königstraße durch den Forst zur Pfaueninsel-Fähre, der Peter-Paul-Kirche, dem Restaurant Nikolskoj, dem Restaurant Moorlake und an der Fähre Sacrow zur Glienicker Brücke. Diese zur Pfaueninsel führende Chaussee wurde Mitte des 19. Jahrhunderts angelegt und um die Jahrhundertwende befestigt. Auf einer Karte um 1910 wird sie als „Inselchaussee“ bezeichnet. | Berlin-Wannsee Pfaueninselchaussee · Fähre zur Pfaueninsel |
| Philipp-Franck-Weg (Lage)      | 0180                       | Philipp Franck (1860–1944), Maler | 10. Juli 1987       | Die Straße war bis zur Benennung die Straße 643 nach Bebauungsplan. Sie geht von der Alsenstraße nach Süden als Sackgasse Richtung Pohlesee. Die gepflasterte Straße mit baumbestanden Grünstreifen an den Gehwegen mit den Grundstücken 3–47 (ungerade) und 4–10 (gerade) biegt nach 100 Metern westwärts zu den Grundstücken 28, 33 und 35. Die Grundstücke 11–27 mit Zugang zum Pohlesee sind von dieser Ecke ab nicht öffentlich und nur durch eine versperrte Einfahrt erreichbar. | Berlin-Wannsee Philip-Franck-Weg |
| Potsdamer Chaussee (Lage)      | 0290 (im Ortsteil)         | Verbindungsweg Berlin–Potsdam | nach 1905           | Von der Eisenbahnbrücke am Bahnhof Wannsee bis zur Ortsteilgrenze zu Nikolassee an der Nibelungenstraße liegt die Chaussee (ohne Grundstücke) im Ortsteil, sie setzt sich ostwärts nach Nikolassee und Zehlendorf fort. Diese breite Straße mit zwei Richtungsfahrbahnen und breitem begrüntem Mittelstreifen gehört zum Straßenzug der B 1 und ist im Berliner Straßensystem als übergeordnete Hauptstraße eingeordnet. Zudem ist es der Zugang von Wannsee zum Kreuz Zehlendorf der A 115 und bot damit bis zur Öffnung der Mauer den Bewohnern Wannsees über die AVUS den Anschluss an den Innenring. Sie war ein Abschnitt der bereits 1792 angelegten alten Verbindungsstraße zwischen den Residenzstädten Berlin und Potsdam und zählt zu den ältesten befestigten Straße in Preußen. Auf einer Karte von 1905 wurde dieser Abschnitt noch als Chaussee von Potsdam bezeichnet. | Potsdamer Chaussee, Loretta am Wannsee |
| Reichsbahnstraße (Lage)        | 0100                       | Privatstraße der Deutschen Reichsbahn | vor 1935            | Die Straße südöstlich vom Bahnhof Wannsee erschließt den P+R-Parkplatz von der Nikolasseer Nibelungenstraße, von der sie nordwärts abgeht. Die Straße liegt auf Bahngelände, zur Straße gehören die Grundstücke 1–3a. Neben Bahngebäuden auf der Rückseite des Bahnhofs Wannsee, der benachbarten Anlage der Autoverladung (vormals Güterbahnhof Wannsee), befindet sich hier auch der südwestliche Bahnhofsausgang. 1935 ist sie mit den drei Beamtenhäusern 1–3 für Bahnbeamte unter dem Namen ausgewiesen, 1930 ist sie unter Nikolassee ebenfalls mit drei Beamtenhäusern für fünf bis sieben Bewohner als Zufahrtsstraße zum Güterbahnhof Wannsee ausgewiesen. | Reichsbahnstraße |
| Roedenbecksteig (Lage)         | 0820                       | Karl Rudolf Walter Roedenbeck (1859–1922), Theologe, 1888 bis 1922: Pfarrer in Klein-Glienicke, Sakrow, Nikolskoje und Wannsee | 15. März 1939       | Die Straße 560 nach Bebauungsplan wurde 1939 benannt. Sie führt südostwärts von Am Waldrand (Ecke Stadtgrenze zu Klein-Glienicke in Potsdam) in den Forst hinein und trifft dort auf die Trasse der Verlängerung der Glienicker Straße durch das Gelände des Helmholtz-Zentrums und den Golfplatz zur Wannseestraße. Laut Adressbuch 1940 mit Sommerhaus, Schießständen und unbebauten Grundstücken ab Friedrich-Siegismund-Straße notiert. Heute sind dem Steig der nördlich vom Hirschberg durch den Jagen 81 und 82 des Forstes Düppel führt die Grundstücke 8, 10 und 11 zugeordnet. Das Grundstück Roedenbecksteig 11 ist der Erdfunkstelle Wannsee südwestlich des Helmholtz-Instituts zugeordnet und liegt in Verlängerung des physisch vorhandenen Wegs. Die Gebäude 8 und 10 liegen südlich vom Schnittpunkt des vorhanden Wegs mit der verlängerten Glienicker Straße, östlich vom Hirschberg. | Berlin-Wannsee Roedenbecksteig · Berlin-Wannsee Roedenbecksteig Golfplatz                                                                                     |
| Ronnebypromenade (Lage)        | 1000                       | Ronneby in Schweden ist Partnerstadt des ehemaligen Bezirks Zehlendorf | nach 1976           | Der belebte Fußweg ist eine Promenade ohne Grundstücke und unbewohnt. Sie liegt am Südostufer des Großen Wannsees und führt unter der Wannseebrücke der Königstraße zum Nordufer des Kleinen Wannsee, ein nicht mehr benannter Fußweg führt zum Kleistgrab nahe der Bismarckstraße. Nördlich der Königstraße liegt die Anlegestelle Wannsee der Ausflugsschiffe und die Abfahrtsstelle der Fährlinie F10 von Wannsee nach Kladow zum Imchenplatz. Über das nördliche Teilstück führt der Havelseenweg der 20 grünen Hauptwege Berlins. | Berlin-Wannsee Ronnebypromenade · Berlin-Wannsee Ronnebypromenade                                                                                             |
| Rote-Kreuz-Straße (Lage)       | 0240 (im Ortsteil)         | Rotes Kreuz | vor 1950            | Die Straße selbst einschließlich der westlichen Grundstücke liegt außerhalb der Berliner Stadtgrenze (im Bereich des ehemaligen Postenweges) in Potsdam-Griebnitzsee zwischen Steinstraße und Stahnsdorfer Straße, die Steinstückener Grundstücke 11–18 gehören zum Ortsteil. Bis zur Wende befand sich hier die Ost-West-Grenze. In unmittelbarer Nähe der Straße gab es vor dem Krieg eine Dependance des Deutschen Roten Kreuzes, was wohl zur Namensgebung führte. | Berlin-Wannsee Rote-Kreuz-Straße |
| Sangebuchtweg (Lage)           | 0130                       | Sangebucht, Flurbezeichnung | 22. Nov. 1966       | Die Straße liegt zwischen Sommerfieldring und Chausseestraße mit den Grundstücken 6 (gerade) und 9–21 (ungerade). Die mit der Kategorie Straße im Regionalen Bezugssystem ausgewiesene Verbindung ist an beiden Enden als Fußweg ausgeschildert und mit Speerpfosten gegen Fahrverkehr abgesichert. Die Namensvergabe erfolgte im Zusammenhang mit der Errichtung der Siedlung am Sommerfieldring, der für 1961 noch als Ostabschnitt der Ulricistraße ausgewiesen ist, die hier unbebaut und durch eine Freifläche unterbrochen war. | Berlin-Wannsee Sangebuchtweg |
| Sauerbruchstraße (Lage)        | 0490                       | Ferdinand Sauerbruch (1875–1951), Chirurg | 19. März 1956       | Die Straße, vorher Straße 32a des Bebauungsplans, liegt zwischen Hugo-Vogel-Straße und Braschzeile. Sauerbruch war nach dem Zweiten Weltkrieg kurze Zeit Gesundheitsstadtrat in Berlin. Die Namenswahl für die Straße steht mit Bauten für das Tbc-Krankenhaus Heckeshorn (heute: Lungenklinik Heckeshorn) im Zusammenhang. | Berlin-Wannsee Sauerbruchstraße |
| Scabellstraße (Lage)           | 0360                       | Ludwig Carl Scabell (1811–1885), Gründer und erster Leiter der Berliner Feuerwehr | 18. Juni 1976       | Die Straße geht zum Wannsee hin vom Kronprinzessinnenweg ab, ein Seitenteil verläuft südwärts Richtung Am Sandwerder ist aber mit diesen nur als Fußgängerweg verbunden, auf dem wegen der Seenähe das Teilstück des „Wannseewegs“ liegt, der auch Europawanderweg E11 ist. Zuvor hieß sie Robertstraße nach dem Gemeindevertreter Robert Schreiber in Wannsee, der die Straße vor 1912 (wohl zwischen 1900 und 1904) als Unternehmerstraße anlegen ließ. Außer der Feuerwache Wannsee sind auch einige Wassersport-Vereine in der kleinen Straße mit den Grundstücken 1–14a (fortlaufend) am Großen Wannsee ansässig. Durch die Seenähe verläuft ein Teilstück des „Wannseewegs“ der ein Teil des Europawanderwegs E11 ist. | Berlin-Wannsee Scabellstraße |
| Schäferstraße (Lage)           | 0650                       | Schafweide des Dorfs Stolpe | vor 1903            | Die Straße liegt zwischen Glienicker- und Chausseestraße. Im Berliner Adressbuch wird sie erstmals 1922 aufgeführt, die Grundstücke 1–4 und 19–26 sind mit Mehrparteienhäusern bebaut. Von Straße 10 (heute: Am Birkenhügel) bis Friedenstraße ist noch unbebaut, hier sind dann 1925 die Grundstücke 14 und 15 bebaut und 16 und 17 Gärten. 1922 ist zwischen 23 und 24 eine (weitere) Straße projektiert, die 1925 als Straße 16 ausgewiesen wird. Heute sind die Grundstücke Schäferstraße 1–39 ausgewiesen. Durch das Einbahnstraßensystem um den Wilhelmplatz mit der Chausseestraße gehört ein Stück der Schäferstraße zum regionalen Hauptstraßensystem. | Berlin-Wannsee Schäferstraße |
| Schuchardtweg (Lage)           | 0350                       | Friedrich Schuchardt (1848–1910), Büdner, Kommunalpolitiker | 8. Aug. 1935        | Die Straße mit den Grundstücken 1–13 (ungerade) und 2–20 (gerade) geht nordwärts von der Königstraße als Zufahrt zur Siedlung an der Kornaue ab. Die Straße war bereits vor der Umbenennung als Florastraße angelegt und nach Flora der römischen Göttin der Blüte und des Frühlings benannt. Dieser Straßenname war bei der Bildung von Groß-Berlin in der Stadt mehrfach vorhanden. 1922 ist die Florastraße erstmals im Adressbuch mit fünf bebauten und sechs unbebauten Grundstücken zwischen Königstraße und Forst ausgewiesen. | Berlin-Wannsee Schuchardtweg |
| Schulstraße (Lage)             | 0060                       | hier liegt die Conrad-Schule | vor 1922            | Sie geht nach Osten von der Charlottenstraße zum Stadion Wannsee und den Tennisplätzen ab. Im Adressbuch 1922 ist sie zwischen Charlottenstraße und Forst mit zwei bebauten und einem unbebauten Grundstück sowie dem Kinderheim und der Schule in Charlottenstraße 10 angegeben. Heute gehören die Häuser 1–6 (fortlaufend) zur Schulstraße. | Berlin-Wannsee Schulstraße Conradschule · Berlin-Wannsee Schulstraße Conradschule                                                                             |
| Seglerweg (Lage)               | 0080                       | Seglerhaus am Wannsee | vor 1922            | Die Straße liegt zwischen Straße zum Löwen und Am Großen Wannsee. Sie ist der Verbindungsweg zum Seglerhaus am Wannsee. Die Straße ab Große Seestraße ist als unbebaut im Adressbuch 1922 erstmals aufgeführt. | Berlin-Wannsee Seglerweg |
| Seylerstraße (Lage)            | 0090                       | Gustav Adelbert Seyler (1846–1935), Kommunalpolitiker, schuf 1907 das Wappen von Zehlendorf | 26. Juli 1977       | Die Straße, vorher Straße 642 nach Bebauungsplan, liegt zwischen Hugo-Vogel- und Kyllmannstraße, führt aber zu letzterer nicht mehr durch, sondern endet in einem Wendehammer. | Berlin-Wannsee Seylerstraße |
| Sommerfieldring (Lage)         | 0500                       | Adolf Sommerfeld (1886–1964), Bauunternehmer | 22. Nov. 1966       | Die Straße ist mit Flachdach-Reihenhäusern bebaut und liegt als Ringstraße von Ulricistraße bis Lange Stücken. Die Benennung erfolgte im Rahmen der Umgestaltung des hier liegenden Siedlungsgebiets auf den Trassen von Straße 584 bis Straße 588 des Bebauungsplans. Der Sommerfieldring ist 1961 noch als Ostabschnitt der Ulricistraße ausgewiesen, die hier unbebaut und unterbrochen war. Sommerfeld bekam vom Völkerbund 1924 den Auftrag zehntausend Häuser für griechische Flüchtlinge aus Kleinasien zu bauen. Er und sein Unternehmen beeinflussten das Stadtbild im Berliner Südwesten sehr stark (Siedlung Onkel Toms Hütte); er ließ auf eigene Rechnung die Verlängerung der U-Bahn-Strecke vom Thielplatz zur Krummen Lanke errichten. 1933 emigrierte Sommerfeld nach Palästina und später nach England, wo er den Namen Andrew Sommerfield annahm, die Schreibweise, die dem Straßennamen zugrunde gelegt wurde. | Berlin-Wannsee Sommerfieldring |
| Stahnsdorfer Damm (Lage)       | 1330                       | Stahnsdorf, südlicher Nachbarort im Landkreis Potsdam-Mittelmark, Brandenburg | 13. Juli 1934       | Die Straße liegt zwischen Potsdamer Chaussee (östlich der Bahnbrücke) und der Stadtgrenze am Königsweg, sie liegt zunächst südlich der Bahnlinie und biegt dann nach Südost entlang der Ortsteilsgrenze. Der Stahnsdorfer Damm mit den Grundstücken 2 und 8–12 (fortlaufend) liegt mit dem Straßenland im Ortsteil, an der Ostseite liegt die Grenze zu Nikolassee mit den Grundstücken 3–7. Ein unbebautes Stück führt bis zur Stadtgrenze und weiter als Wanderweg auf das Gebiet von Kleinmachnow (Euro-Parc). Die Anfänge der Straße (seit vor 1912) mit dem Namen Havelweg reichen zurück bis um 1890 als ein Verbindungsweg quer durch den Forst zwischen Kleinmachnow und Wannsee angelegt wurde. Die Bezeichnung Havelweg nimmt Bezug auf die Verbindung zwischen Teltowkanal und dem Havelseenzug. Die Straße führt zum Polizei-Sportverein und dem Schießplatz der DEVA, ein abzweigender Weg nach Nordost führt zur Revierförsterei Dreilinden mit der Waldschule Zehlendorf auf dem Gebiet von Nikolassee. Der gleichnamige Fuß- und Radweg durch den Düppeler Forst führt nach Kleinmachnow. Hier kreuzt die Alte Autobahntrasse (Kleinmachnower Mauerweg) und die ehemalige Stammbahn. Im folgenden Bereich des Europarc Dreilinden ist die Straße wieder befahrbar und führt weiter zum Teltowkanal und zur Machnower Schleuse. | Stahnsdorfer Damm · Rose-Range Schießplatz |
| Stahnsdorfer Straße (Lage)     | 0330 (im Ortsteil)         | Stahnsdorf, südlicher Nachbarort im Landkreis Potsdam-Mittelmark, Brandenburg | um 1906             | Die Straße selbst einschließlich der nördlichen Grundstücke liegt außerhalb der Berliner Stadtgrenze (im Bereich des ehemaligen Steifenweges) in Potsdam-Griebnitzsee. Die Steinstückener Grundstücke 131–151 gehören zu Wannsee, zudem liegen 190 Meter der Straße zwischen der Bernhard-Beyer-Straße (Zuführung zur vormaligen Exklave Steinstücken) und der Teltower Straße sowie dieser Teil der Stahnsdorfer Straße in Wannsee. Diese Straßenführung einschließlich der Eisenbahnbrücke war zu Zeiten der Berliner Mauer seit 1972 wichtig, weil sie einen Zugang vom Bernhard-Beyer-Weg über die Eisenbahnbrücke zum westlich der Eisenbahnlinie gelegenen Teil von Steinstücken ermöglichte. Sie trug während der Zeit des Nationalsozialismus zeitweilig den Namen Hermann-Göring-Straße. | Berlin-Wannsee Stahnsdorder Straße · Berlin-Wannsee Stahnsdorder Straße                                                                                       |
| Steinstraße (Lage)             | 0120 + 250 (im Ortsteil)   | vermutlich Bezug zur Siedlung Steinstücken | vor 1950            | Die Steinstraße selbst einschließlich der südlichen Grundstücke liegt mit dem Straßenland außerhalb des Berliner Stadtgebiets in Potsdam-Griebnitzsee. Sie lag 1961 bis 1990 im Bereich des ehemaligen Kolonnenwegs und der Grenzanlagen. Die Steinstückener Grundstücke 22–32 und 44–48 (gerade) zwischen Rote-Kreuz-Straße und (verlängertem) Malergarten gehören zum Ortsteil. Die Straße wird durch die Eisenbahnlinie unterbrochen (34–42 sind nicht vorhanden). In Potsdam liegt die Straße zwischen Großbeerenstraße und August-Bebel-Straße. | Berlin-Wannsee Steinstraße (Steinstücken) |
| Stimmingstraße (Lage)          | 0130                       | Stimming, alteingesessene Stolper Gastwirtsfamilie | 27. Juni 1925       | Die Straße liegt zwischen Am Wildgatter und Ulricistraße. Sie wurde um 1907/1908 als Straße 11 nach Bebauungsplan angelegt. Die Stimmings betrieben den Stolper Dorfkrug, nach dem Bau der Chaussee Berlin–Potsdam wurde der neue Krug an diese Straße verlegt. Im Adressbuch von 1930 ist das erste bebaute Grundstück mit der Villa Middendorf angegeben. | Berlin-Wannsee Stimmingstraße |
| Stölpchenweg (Lage)            | 1060                       | verläuft um den Stölpchensee | 1900                | Der Weg führt am Westufer des Stölpchensees entlang zwischen Glienicker Straße (im Norden) und dem Weg über die Hubertusbrücke zur Kohlhasenbrücker Straße. Die begehrte Wohnlage mit Ein- und Zweifamilienhäusern, die an der Ostseite direkten Wasserzugang haben, liegt im Süden des Ortsteils zwischen Wald und Wasser. Die Straße endet nach der Hubertusbrücke an einem Waldparkplatz. Am Südende liegen ein Pumpwerk und die Hubertusbaude, hier liegt auch der Teltowkanalweg, auf dem der Mauerweg entlangführt. | Berlin-Wannsee Stölpchenweg · Berlin-Wannsee Stölpchenweg · Berlin-Wannsee Stölpchenweg St. Hubertusbaude                                                     |
| Straße zum Löwen (Lage)        | 0720                       | führte ehemals zum Denkmal des Flensburger Löwen, das heute am Heckeshorn steht | 1888                | Die Einbahnstraße nach Süden liegt zwischen Koblanckstraße / Am Löwentor und Conradstraße. Der Straßenname wurde 1888 von Wilhelm Conrad in den „Situations-Plan der Villen-Kolonie Alsen“ eingetragen. Die Straße führte ehemals zum Denkmal des Flensburger Löwen, einem dänischen Monument zur Erinnerung an den dänischen Sieg über die Schleswig-Holsteiner. Die Kopie dieses Löwen wurde 1866 in der Villenkolonie Alsen aufgestellt, die sich ihren Namen nach dem preußischen Sieg über die Dänen bei der Erstürmung der Festung gab. In den 1930er Jahren wurde der Löwe zum Heckeshorn (am Nordwestufer des Großen Wannsees) gebracht, wo er noch heute steht. | Berlin-Wannsee Straße zum Löwen 11 · Berlin-Wannsee Straße zum Löwen 9                                                                                        |
| Stubenrauchstraße ()           | 0130 (im Ortsteil)         | Ernst von Stubenrauch (1853–1909), Jurist, Kommunalpolitiker und Landrat | vor 1950            | Die Stubenrauchstraße führt von Griebnitzsee (Potsdam) in die Wannseer Ortslage Kohlhasenbrück mit Anschluss an die Neue Kreisstraße, wobei der grenzführende Zweig auf dem ehemaligen Mauerstreifen liegt. Die Ortsteilgrenze und (somit) die Stadtgrenze verläuft im nordöstlichen Straßenabschnitt auf der Straßenmitte, wobei die östlichsten 30 Meter des Straßenlands als Anschluss an die Neue Kreisstraße ganz auf Wannseer Gebiet liegen. Die Grundstücke Nr. 30 am Beginn der Via Tilla und 36–58 (gerade) an der Nordseite liegen in Kohlhasenbrück. Der südwestliche Straßenabschnitt liegt in Potsdam, allerdings liegt der größte Teil des Grundstücks Stubenrauchstr. 25 auf Berliner Gebiet (in einer Gebietsecke von Kohlhasenbrück), ebenso Teile der Grundstücke Nr. 27 und 29. Stubenrauch wurde 1885 zum Landrat des Kreises Teltow ernannt, initiierte den Bau des Teltowkanals und sorgte für den Ausbau des Chausseenetzes. Über die Stadtgrenze führt sie zur Rudolf-Breitscheid-Straße in Potsdam. | Berlin-Wannsee Stubenrauchstraße |
| Stutterichstraße (Lage)        | 0160                       | Wilhelm Stutterich (1830–1913), Grundbesitzer in Stolpe | 15. März 1939       | Die Straße liegt zwischen Alsenstraße und Grüner Weg mit dem Grundstück 7 und führt als ein schmaler Fahrweg mit den Grundstücken 3, 4 und 6 (Bootswerft und -verleih) zum Ufer des Pohlesees. 1790 wurde hier ein unbefestigter Verbindungsweg zwischen dem Dorf Stolpe und dem Pohlesee angelegt. Der Ausbau zur befestigten und öffentlichen Elisabethstraße erfolgte um 1875, benannt wurde sie nach Elisabeth Ludovika von Bayern (1801–1873), Königin von Preußen, Gemahlin Friedrich Wilhelms IV. Die Umbenennung erfolgte auf Grund der mehrfach vorhandenen gleichnamigen Straßen nach der Bildung von Groß-Berlin und der Doppelung im Verwaltungsbezirk. | Berlin-Wannsee Stutterichstraße |
| Teltower Straße (Lage)         | 0380                       | Teltow, südliche Nachbarstadt im Landkreis Potsdam-Mittelmark, Brandenburg | vor 1925            | Die verkehrsberuhigte Straße in Steinstücken ist überwiegend mit Einfamilienhäusern mit Garten bebaut und geht von der Stahnsdorfer Straße, deren Straßenland hier zu Potsdam gehört, ab. Sie erschließt den westlich der Bahnlinie liegenden Teil von Steinstücken und bildet die Zufahrt für alle innerhalb der Stadtgrenze zu Potsdam liegenden Grundstücke 1–51 (ungerade) und 2–34 (gerade), sie endet im Süden als Sackgasse. Am 26. Dezember 1993 wurde die Straße 653 zwischen Teltower Straße und Wendehammer einbezogen. | Berlin-Wannsee Teltower Straße |
| Tillmannsweg (Lage)            | 0490                       | Robert Tillmanns (1896–1955), Politiker (CDU) | 20. Aug. 1956       | Die Straße zwischen Kronprinzessinnenweg und Am Sandwerder wurde 1956 auf einem Abschnitt des Kronprinzessinnenwegs umbenannt. | Berlin-Wannsee Tillmannsweg 11 · Berlin-Wannsee Tillmannsweg 24                                                                                               |
| Ulricistraße (Lage)            | 0400                       | Robert Oswald von Ulrici (1816–1886), deutscher Forstmann und Beamter | 7. Jan. 1928        | Die Marienstraße wurde unter Einbeziehen von Straße 2 1928 umbenannt, da es in Berlin nach der Bildung von Groß-Berlin mehrere gleichnamige Straßen gab. Die Straße liegt heute zwischen Sommerfieldring und Martin-Heydert-Straße, noch 1961 führte sie bis zur Königstraße über eine unbebaute Fläche, die heute mit der Siedlung um den Sommerfieldring bebaut ist. Die Straße 2 bestand 1922 aus dem Brockelmann'schen Haus und unbebauten Grundstücken von der Friedenstraße abgehend. | Berlin-Wannsee Ulricistraße |
| Via Tilia (Lage)               | 0210                       | Via Tilia nach lateinischen Worten: Lindenstraße. | 17. Sep. 2010       | Die Straße mit 25 Grundstücken des „Tilia Resort am Griebnitzsee“ erschließt eine „gehobene Wohnanlage“ der 2010er Jahre im Westen von Kohlhasenbrück, zu der auch die anliegenden Grundstücke von Stubenrauchstraße und Neue Kreisstraße gehören. Die Via Tilia liegt zwischen Grundstück Stubenrauchstraße 30 und Neue Kreisstraße im Bogen. Die Grundstücke 1–14 liegen seeseitig und 16–25 auf der konkaven Seite. Nördlich der Wohnanlage an der Straße liegt das Naturschutzgebiet Bäkewiesen mit der Mündung des Teltowkanals zum Griebnitzsee, zu dem hin die westlichen Grundstücke anschließen. | Berlin-Wannsee Via Tilia |
| Wernerstraße (Lage)            | 0230                       | Anton von Werner (1843–1915), preußischer Historienmaler | vor 1922            | Die Wernerstraße liegt zwischen Königstraße und Am Kleinen Wannsee. Die Straße wurde um 1900 vom Gründer der Alsen-Kolonie Conrad angelegt und erstmals 1922 mit drei bebauten Grundstücken verzeichnet. | Berlin-Wannsee Wernerstraße |
| Wickenhagenweg (Lage)          | 0150                       | Hermann J. E. Wickenhagen (1849–1929), Sportpädagoge. Kaiser Wilhelm II. berief Wickenhagen ins Kultusministerium, wo er in diesem Amt das Schülerrudern förderte. | 15. Dez. 1930       | Ursprünglich angelegt um 1890 als südlicher Teil der Moltkestraße (heute Hugo-Vogel-Straße) bis zum Kleinen Wannsee. Die 1930 abgetrennte Straße ist 1943 noch als unbebaut notiert. Heute gehören zur Straße nur die Grundstücke 1 und 9. Die anliegenden Grundstücke 1–12g (östlich) und 13–13e sind der Straße Am Kleinen Wannsee zugeordnet. | Berlin-Wannsee Wickenhagenweg |
| Wilhelmplatz (Lage)            | 0070 × 20                  | Wilhelm I. (1797–1888), König von Preußen, Deutscher Kaiser (ab 1871) | vor 1903            | Der Platz, der Form nach eher ein Straßenstück zwischen Frieden- und Kohlhasenbrücker Straße, wird im Norden von der Schäfer- und im Süden von der Glienicker/Chausseestraße begrenzt. Zum Platz gehören die Grundstücke 1–5 an der Westseite des Platzes, wobei auf Grundstück 2 die Kirche am Stölpchensee steht. 1943 ist der Wilhelmplatz mit drei Häusern, davon zwei Mehrparteienhäuser bebaut. | Dorfkirche Stolpe · Wannsee Wilhelmplatz |
| Zum Heckeshorn (Lage)          | 0780                       | Heckeshorn, Ufervorsprung am Westufer des Großen Wannsee | 27. Juni 1925       | Die Straße liegt zwischen Koblanckstraße und Am Großen Wannsee. Die Straße wird von der Straße zum Löwen fortgesetzt und bildet mit dieser den südwärts führenden Ast des Einbahnstraßensystem mit Am Großen Wannsee. 1922 ist die Straße schon angegeben aber führt durch den Forst und ist unbebaut. Der Forst gehörte zum Gutsbezirk Potsdam und lag außerhalb von Wannsee. Der Fußweg in Verlängerung der Straße führt zum Denkmal des Flensburger Löwen. Am Nordwestende der Straße liegt die Lungenklinik des Emil-von-Behring-Krankenhauses. | Zum Heckeshorn · Lungenklinick Heckeshorn |

## Weitere Örtlichkeiten von Wannsee

### Kleingartenkolonien
Kleingartenanlagen im Ortsteil sind lediglich drei Bahnlandwirtschaften in Kohlhasenbrück zwischen Stammbahn und der Bahnstrecke nach Babelsberg und Potsdam.
- KGA Bäkestraße (06227, BLW Unterbezirk Kohlhasenbrück Gruppe Bäkestraße, Lage) mit 45 Parzellen auf 16.265 m² in Kohlhasenbrück.
- KGA Kätchenweg (06228, BLW Unterbezirk Kohlhasenbrück Gruppe Kätchenweg, Lage) mit drei Parzellen auf 899 m² Bahnland.
- KGA Stammbahn (06229, BLW Unterbezirk Kohlhasenbrück Gruppe Stammbahn  Lage) mit 37 Parzellen auf 17.604 m² Bahnland.

### Parks und Grünflächen
- Volkspark Klein-Glienicke (Lage) mit Schloss Glienicke und Kanonenberg
- Kleistpark (Lage) mit dem Kleistgrab
- Landschaftspark Pfaueninsel (Lage)
- Jagdschlosspark (Lage) mit Jagdschloss Glienicke und Wiesenteich (Lage)
- Waldpark Pohlesee (Lage) am Südufer des Sees
- Hundeauslaufgebiete[33]
  - Forst Düppel (nördlich der Bahnlinie) Jagen 62–65 (Lage)
  - Wannsee Jagen 84 (Lage)
  - Moorlake Jagen 101 (Lage)
- Naturschutzgebiete
  - Bäkewiese in Kohlhasenbrück (Lage)
  - Großes Fenn (Lage)
- Friedhöfe[34]
  - Alter Friedhof Wannsee (Lage)
  - Neuer Friedhof Wannsee (Lage)
  - Historischer Waldfriedhof an der Peter-Pauls-Kirche

### Waldflächen und Wanderwege
- Berliner Forst um den Schäferberg (nördlich der Königstraße) (Lage) mit den hier liegenden Wanderwegen[35]
  - Brunnenweg  (Lage), amtlich 930 m lange Forststraße[36]
  - Dachsweg  (Lage), 980 m[36] lange Forststraße
  - Feuerwehrweg  (Lage), Fußweg zwischen Nikolskoer Weg und Kirchweg im Forst Düppel
  - Hänsel-Gretel-Steig  (Lage): der Wanderweg erstreckt sich zwischen Moorlaker Gestell und der Pfaueninselchaussee in West-Ost-Richtung nördlich vom Schäferberg.[37]
  - Heuweg (Lage), der Wanderweg liegt zwischen der Uferpromenade an der Rettungsstation gegenüber der Pfaueninsel und der Pfaueninselchaussee, wobei sie von der Havel her auf halber Strecke nach Süden Ecke Rotkäppchenweg abbiegt, von da führt ein Weg zur Siedlung am Don-Bosco-Steig und dem Neuen Friedhof Wannsee.
  - Kirchweg (Lage) ist der Waldweg zur Peter-Pauls-Kirche und verbindet den dortigen Friedhof am Nikolkoer Weg mit der Königstraße gegenüber Friedenstraße an der Alte Friedhof Wannsee liegt, der der Dorffriedhof von Stolpe war.
  - Moorlaker Gestell (Lage). Ein Gestell ist eine Form der Forstwege, es liegt zwischen dem Moorlaken-/ Nikolskoer Weg zur Pfaueninselchaussee (in Höhe Neuer Friedhof) mit einer Länge von 2690 m.
  - Postweg (Lage) ist die Privatstraße von der Königstraße abgehend zum Fernsehturm auf dem Schäferberg, der öffentlich nicht zugänglich ist.
  - Rotkäppchenweg (Lage): der rund 1,5 km lange Wanderweg liegt im Forst von der Uferpromenade am Großen Tiefenhorn abgehend nach Süden zur Kreuzung Straße zum Löwentor / Koblanckstraße / Zum Heckeshorn.
  - Schneewittchenweg (Lage) liegt mit 1060 m Länge südlich vom Falkenberg zwischen Nikolskoer Weg (Ecke Wildparktor des Volksparks) und Ecke Königstraße/Dachsweg. Die Namenswahl bezieht sich wie die umliegender Wege auf ein Grimmsches Märchen, Schneewittchen.
  - Tiefhornweg (Lage) ist der amtliche Name (Straßennummer 04493) des 3680 m langen Waldwegs am Ufer vom Großen Wannsee und der Havel am Großen und Kleinen Tiefhorn vorbei zwischen Am Großen Wannsee/Zum Heckeshorn und der Pfaueninselchaussee. Entsprechend dieser Lage verläuft hier der um West-Berlin führende Mauerweg und der sogenannte „Wannseeweg“.[12] Amtlich ist der gesamte Uferweg nach dem Tiefhorn im Norden benannt, aber inoffiziell heißt er abschnittsweise Schildhornweg, Haveluferweg, Uferpromenade, Krug- bzw. Appelhornweg.
  - Uferpromenade, auf der der Wannseeweg 11[12] und der Mauerweg liegen.(Lage)
  - Wassernixenweg (Lage), der etwa 1,5 km lange Waldweg liegt uferfern zwischen Tiefhorn und Heuweg im Berliner Forst.
- Ausflugsziele sind
  - Ausflugskirche St. Peter und Paul (Lage)
  - Nikolskoe (Blockhaus) (Lage)
  - Pfaueninsel  (Lage)
- Südlich der Königstraße: Forst Düppel (Lage) zwischen Kleinem Wannsee und Teltowkanal und Griebnitzsee
  - Böttcherberg (Lage)
  - Hirschberg (Lage)
  - Tannenberge, im westlichen Bereich liegt die ehemalige Mülldeponie Wannsee (Lage). Diese Deponie[5] wurde von West-Berlin intensiv genutzt, bevor die Deponie-Verträge mit der DDR vereinbart wurden.
- Wanderwege[35]
  - Bürgermeister-Stiewe-Weg (Lage) setzt den Stahnsdorfer Damm südlich vom S-Bahn-Betriebswerk Wannsee fort und führt auf der Südseite der Bahnlinie durch den Forst Düppel entlang zum Teltowkanal in Kohlhasenbrück.
  - Griebnitzsee-Promenade (Lage), im Ortsteil liegen 3020 m am Nordufer des Griebnitzsees entlang, durch den See verläuft die Stadtgrenze zu Potsdam-Babelsberg führt. Die Promenade liegt zwischen der Havelbaude am Stölpchenweg und geht in Potsdam-Glienicke als Griebnitzstraße weiter. Auf diesem Verlauf sind auch der „Teltowkanalweg“ (Hauptweg Nr. 17[14]) und der Fernwanderweg E11 geführt. Durch die Nähe der Stadtgrenze führt auch der Berliner Mauerweg auf dieser Trasse entlang. Dieser Fußweg ist im Berliner System als Straße notiert.
  - Kneippweg (Lage) ist ein 650 m langer Fußweg der im Forst Düppel (Jagen 59) zwischen der Bahnlinie (Bürgermeister-Stiewe-Weg) und dem Kurfürstenweg nahe der Stadtgrenze liegt. Namensgebend der Kneippbrunnen[38]
  - Kurfürstenweg (Lage) ist ein 1900 m langer Wanderweg durch den Forst Düppel der zwischen dem Stahnsdorfer Damm (nördlich vom Platz des Polizei-Sportvereins) und dem Königsweg an der Ecke der Stadtgrenze zu Dreilinden liegt. Auf ihm ist die Verbindung vom Wannsee[12] zum Teltowkanal[14] möglich.
  - Rehweg (Lage): der Wanderweg durch den Forst Düppel liegt zwischen Stölpchenweg und der Griebnitzseepromenade, er führt südlich um die Tannenberge und die in deren westlichen Teil liegende ehemalige (sanierte) Deponie Wannsee.[5]
  - Sieben-Raben-Weg (Lage): er liegt am Südufer des Pohlesee und zwischen der Kohlhasenbrücker Straße und der nördlich der Bahnlinie liegenden Verlängerung der Bismarckstraße. Über letztere ist (südlich vom Kleinen Wannsee) der Anschluss zum Großen Wannsee möglich. Westlich der Kohlhasenbrücker Straße führt ein Weg am Ostufer des Stölpchensees zur Hubertusbrücke am Stölpchenweg.
  - Teerofenweg (Lage) ist ein Wanderweg im Forst Düppel der südostwärts zwischen der Kohlhasenbrücker Straße und dem Teltowkanal, der über die Stadtgrenze hinweg in Dreilinden liegt. Der Name ergibt sich aus der über den Teltowkanal hinweg liegende Siedlung Albrechts Teerofen. Der Weg besitzt eine Unterführung unter der Bahnlinie hindurch und kreuzt vor dem im Nordosten liegenden NSG Großes Fenn den Bürgermeister-Stiewe-Weg. An der Kreuzung mit dem Königsweg liegt das Förstergrab (Siegfried Geisler). Zum Wechsel auf das Südufer des Teltowkanals und nach Albrechts Teerofen führt der Teltowkanalweg[14] nach Ost zur Alten Autobahnbrücke, die auf brandenburgischem Gebiet liegt und bei der die Trasse der Bundesautobahn 115 nach Süden gelegt wurde, um während der Mauerzeit den mehrfachen Wechsel über die Stadtgrenze zu vermeiden.

### Verkehrs-, Sport- und Gewerbeflächen

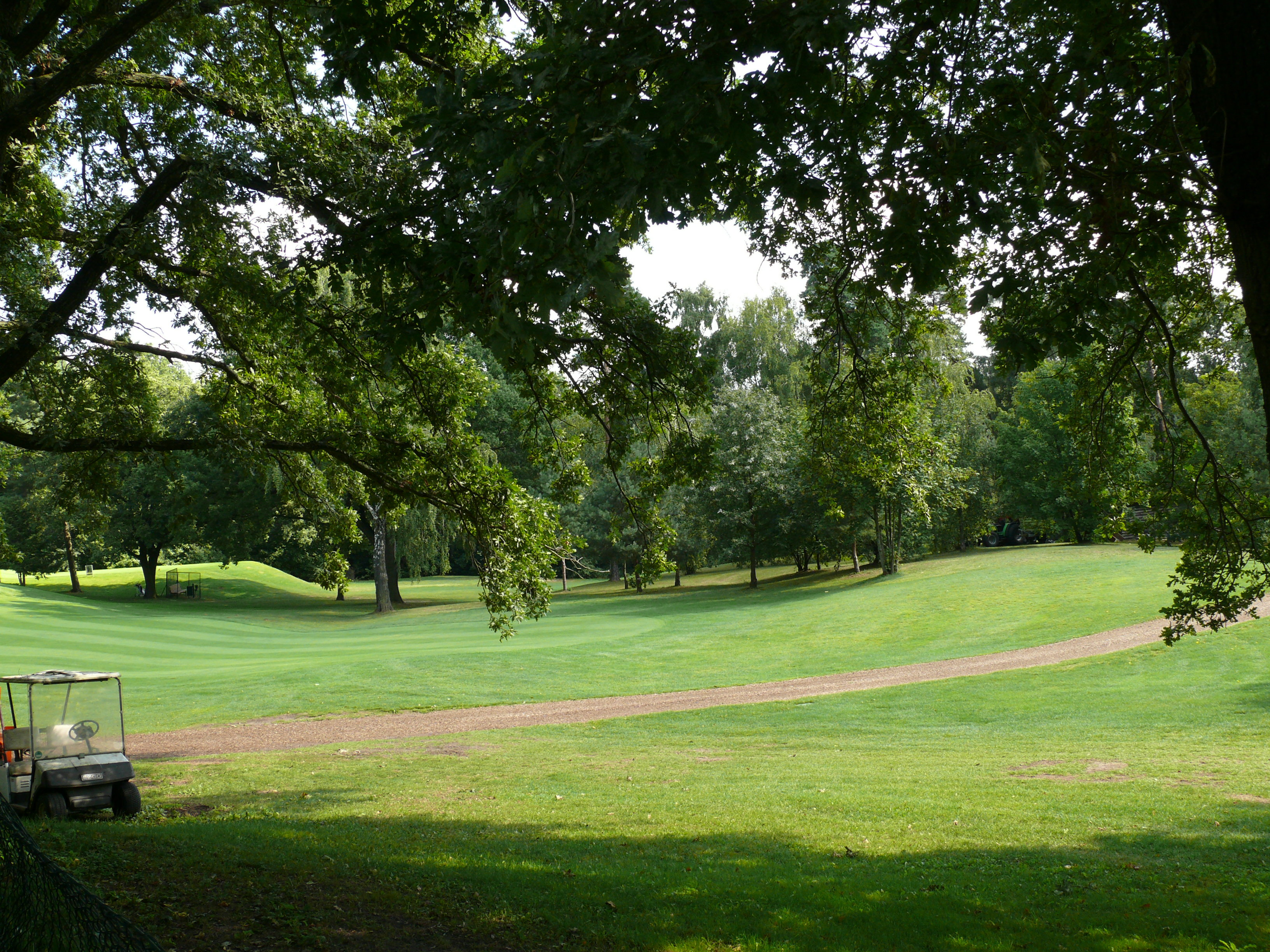
Golf- und Landclub Berlin-Wannsee

- S-Bahn-Linie Berlin-Potsdam (Wetzlarer Bahn)
  - S- und Fernbahnhof Wannsee (Lage)
  - S-Bahnbetriebswerk Wannsee
- Stillgelegte Trasse der (ehemaligen) Friedhofsbahn Stahnsdorf (Lage)
- Institutsgelände (ehemals Hahn-Meitner-Institut) (Lage)
- Golfplatz (westlich vom Hahn-Meitner-Institut) (Lage)
- Stadion Wannsee (Lage)